# AirLand-Battle-Konzept

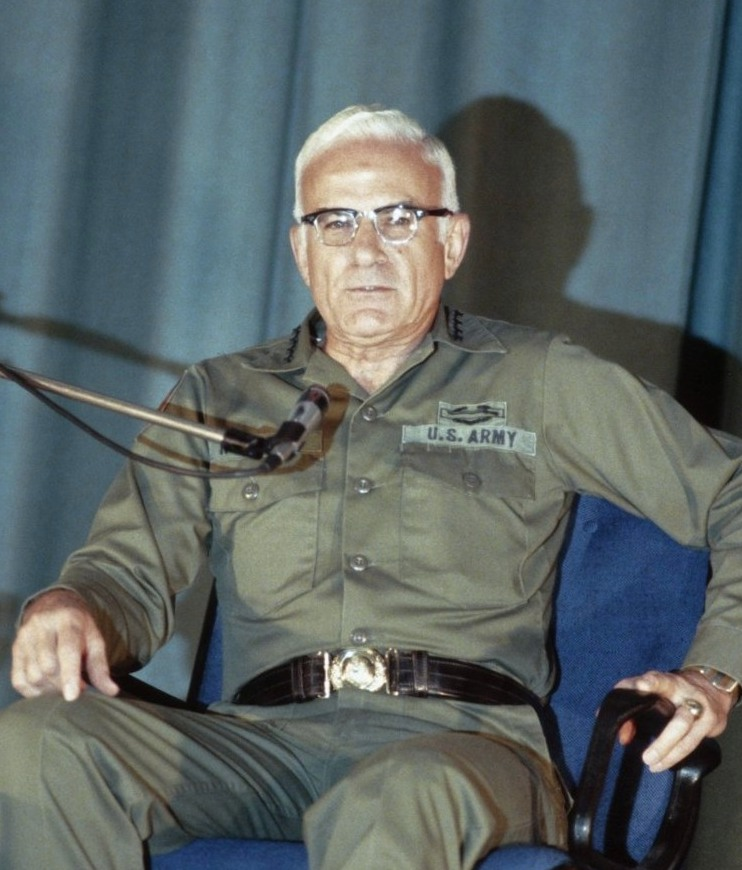
US-General Bernard W. Rogers im Jahr 1983

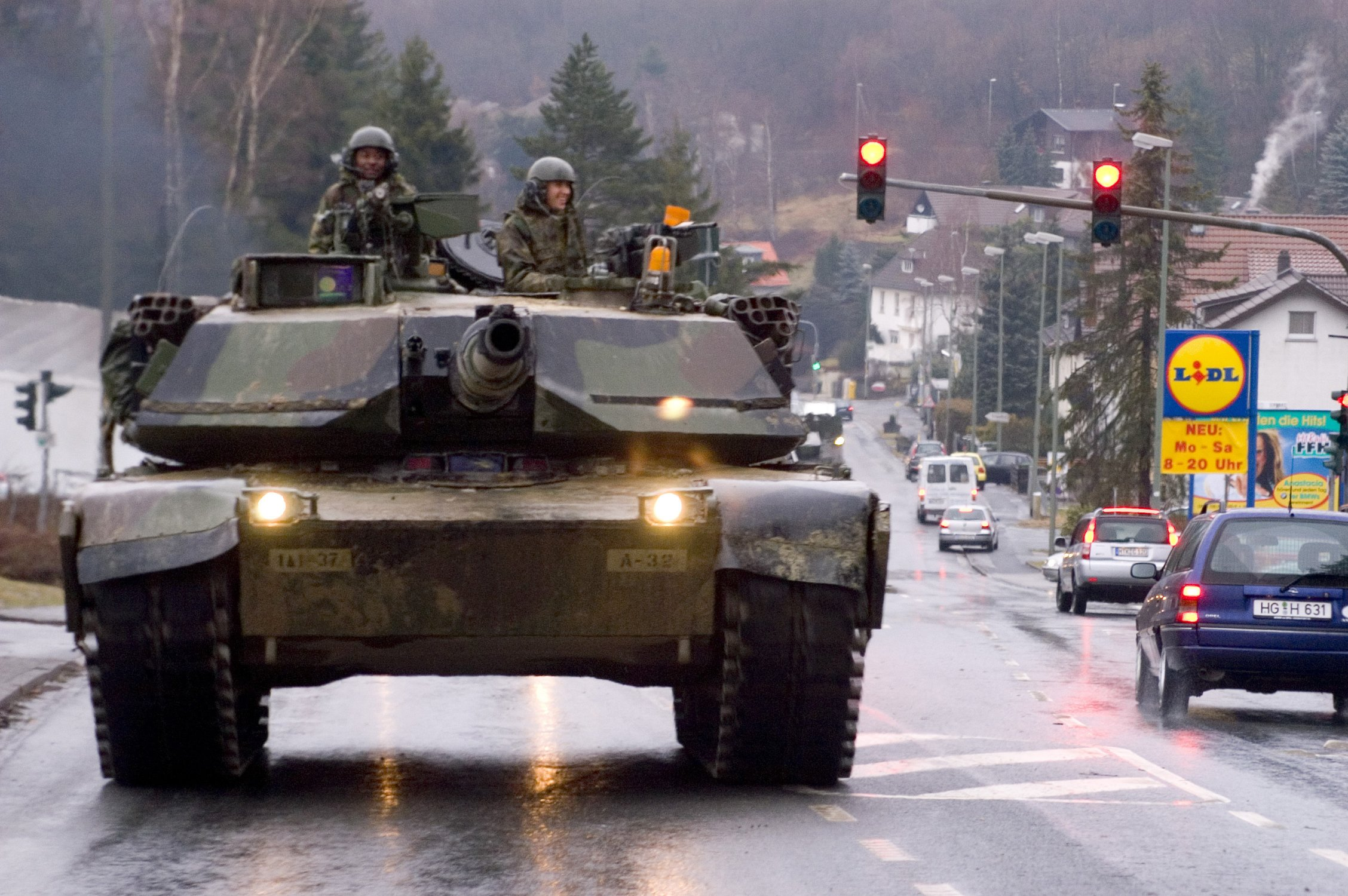
M1-Abrams-Panzer der 1st Armored Division/V US-Corps

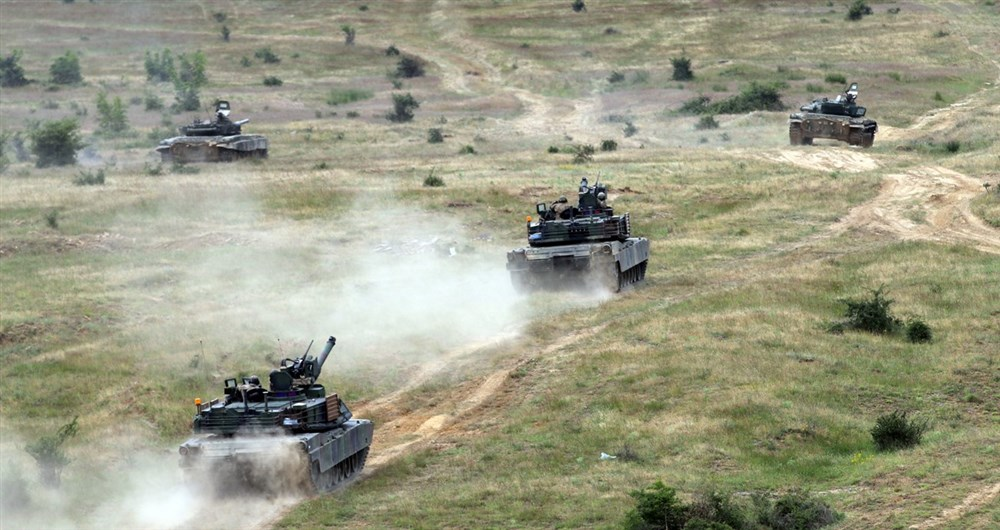
Gefechtsübung der US-Panzerstreitkräfte

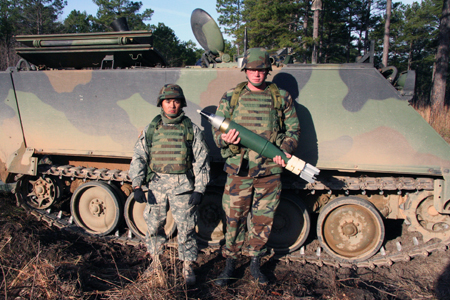
Präzisionsmunition für Mörser

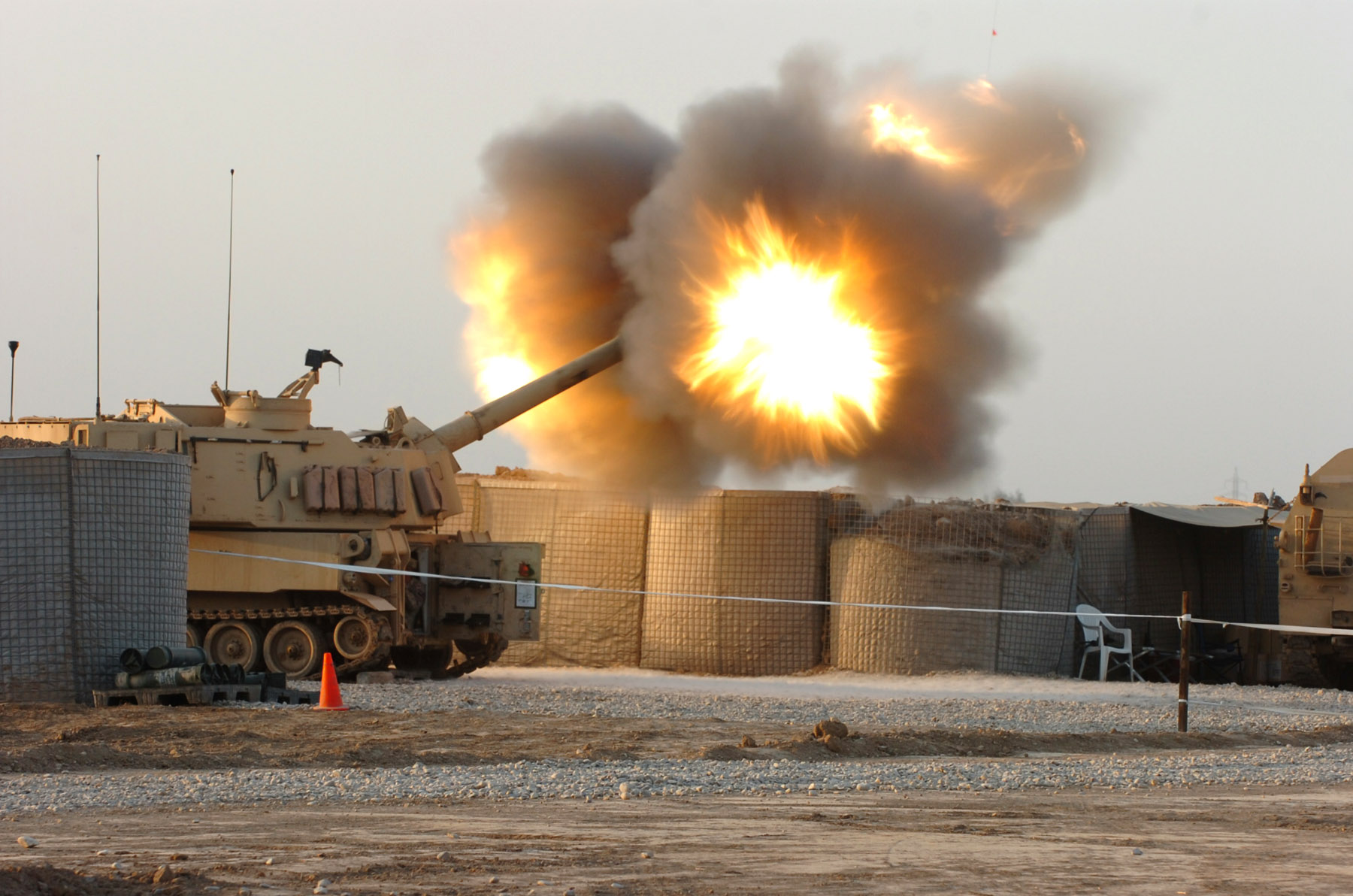
Präzisionsmunition für Panzerhaubitzen

Das AirLand-Battle-Konzept (deutsch Luft-Land-Schlacht), bzw. AirLand-Battle-Doktrin (ALB), wurde von den Streitkräften der Vereinigten Staaten entwickelt und bildete in der Zeit von 1982 bis 1990 als eine Art Dachkonzept den strategischen Rahmen für eine mögliche Kriegsführung der NATO in Mitteleuropa. Grundlage dieser Doktrin war eine enge Koordination zwischen den Land- und Luftstreitkräften, die nach dem Follow-on-Forces-Attack (FOFA)-Konzept vorrangig die zweite Staffel des Angreifers, die den Nachschub für die erste Staffel sicherstellte, in der Tiefe des Raumes bekämpfen sollte. US-General Bernard W. Rogers, der oft mit dem Airland-Battle-Konzept in Verbindung gebracht wird, war federführend bei der FOFA-Doktrin (Bekämpfung des Gegners bis 140 km im Hinterland) und der Schläge in der Tiefe (Deep Strike). ALB wie auch der Rogers-Plan besaßen eine aggressive offensive Komponente, um die Handlungsoptionen der NATO zu vergrößern. Das AirLand-Battle-Konzept ersetzte 1976 den Vorgänger „Active Defense“-Doktrin und wurde seinerseits durch die „Full Spectrum Operations“ ersetzt.

## Historie
Das vom United States Army Training and Doctrine Command (TRADOC) unter dem Eindruck des Vietnamkrieges entwickelte AirLand-Battle-Konzept (ALB) wurde im August 1982 erstmals bei der United States Army im Field Manual FM 100-5 (Operations) etabliert und später zum „AirLand-Battle-Konzept 2000“ mit damals vorgesehener Gültigkeit für den Zeitraum 1995 bis 2015 weiterentwickelt. Hauptkriegsschauplatz dieses Konzeptes war Mitteleuropa. Durch das ALB wurde die konventionelle Kriegsführung wieder als eigenständiges Instrumentarium betrachtet und nicht nur als Vorstufe der Eskalation zu einem globalen Atomkrieg. Das AirLand-Battle-Konzept ging über die Forderung hinaus, einen möglichen Angriff des Warschauer Paktes abzuwehren, sondern durch eigene Initiative einen bewaffneten Konflikt zu gewinnen. Ausgangspunkt dieser Überlegungen war die hohe quantitative Überlegenheit des Warschauer Paktes an Personal und Waffensystemen, und dass mit der „Active Defense“-Doktrin ein „Blitzkrieg“ des Gegners nicht abgewehrt werden könnte. Trotz dieser Unterlegenheit sei ein bewaffneter Konflikt mit dem Warschauer Pakt infolge qualitativ höherwertiger Waffensysteme und elektronischer Kampfmittel gewinnbar. In diesem neuen Denkansatz tauchten Begriffe wie „erweitertes Gefechtsfeld“ bis in die Tiefe des feindlichen Territoriums sowie „integriertes Gefechtsfeld“ für den Einsatz neuartiger chemischer und elektronischer Kampfmittel und Waffensysteme auf. Dokumentiert wurde das ALB im FM 100-5, dem US-Field-Manual, das den deutschen Heeresdienstvorschriften (HDv 100/100 Führung im Gefecht) entsprach. Eine Weiterentwicklung von AirLand-Battle war das AirSea-Battle-Konzept, das insbesondere im Angesicht der Bedrohung durch die Marine der Volksrepublik China weiterentwickelt wurde.

## Prinzip

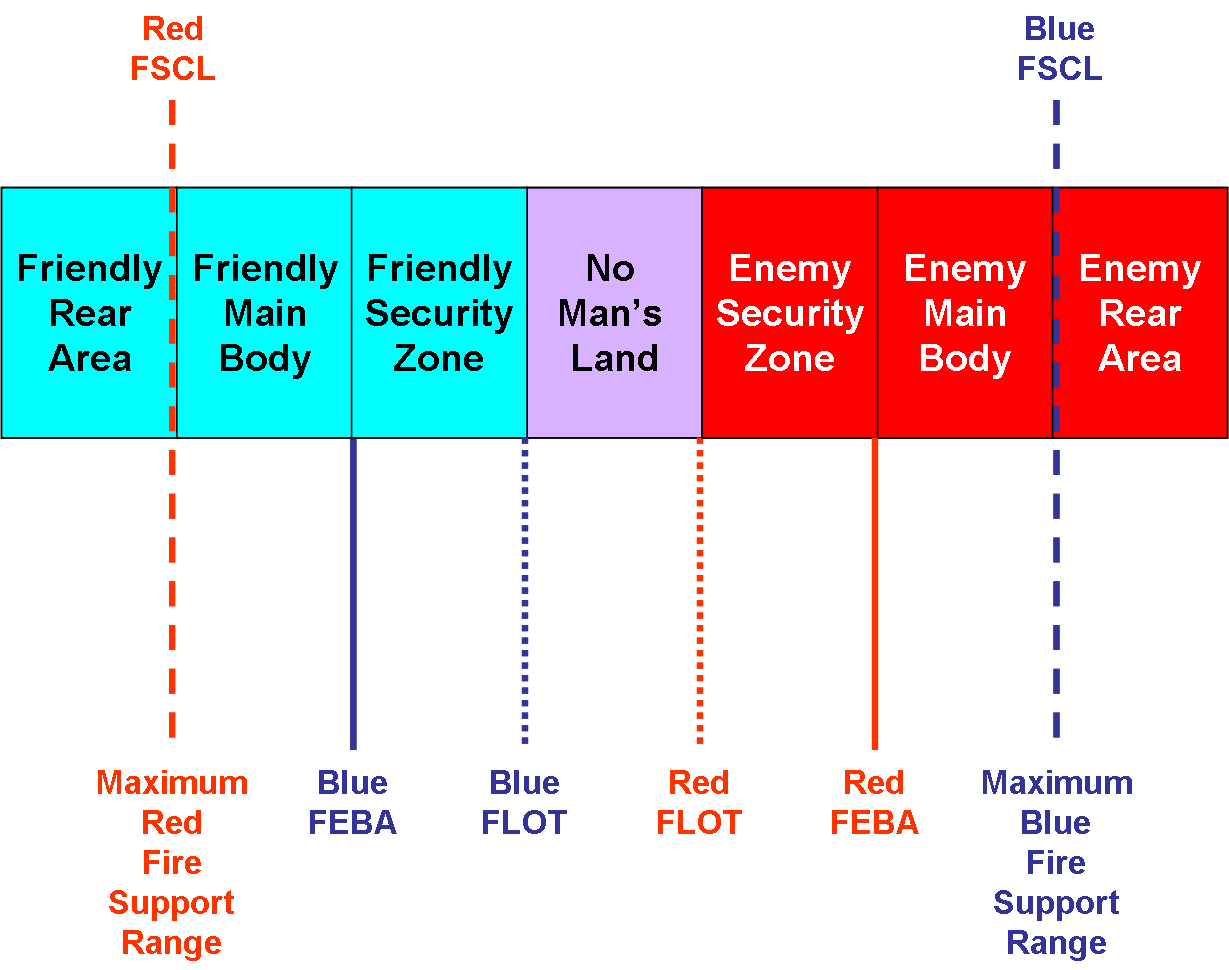
Abgrenzungslinien FEBA und FLOT

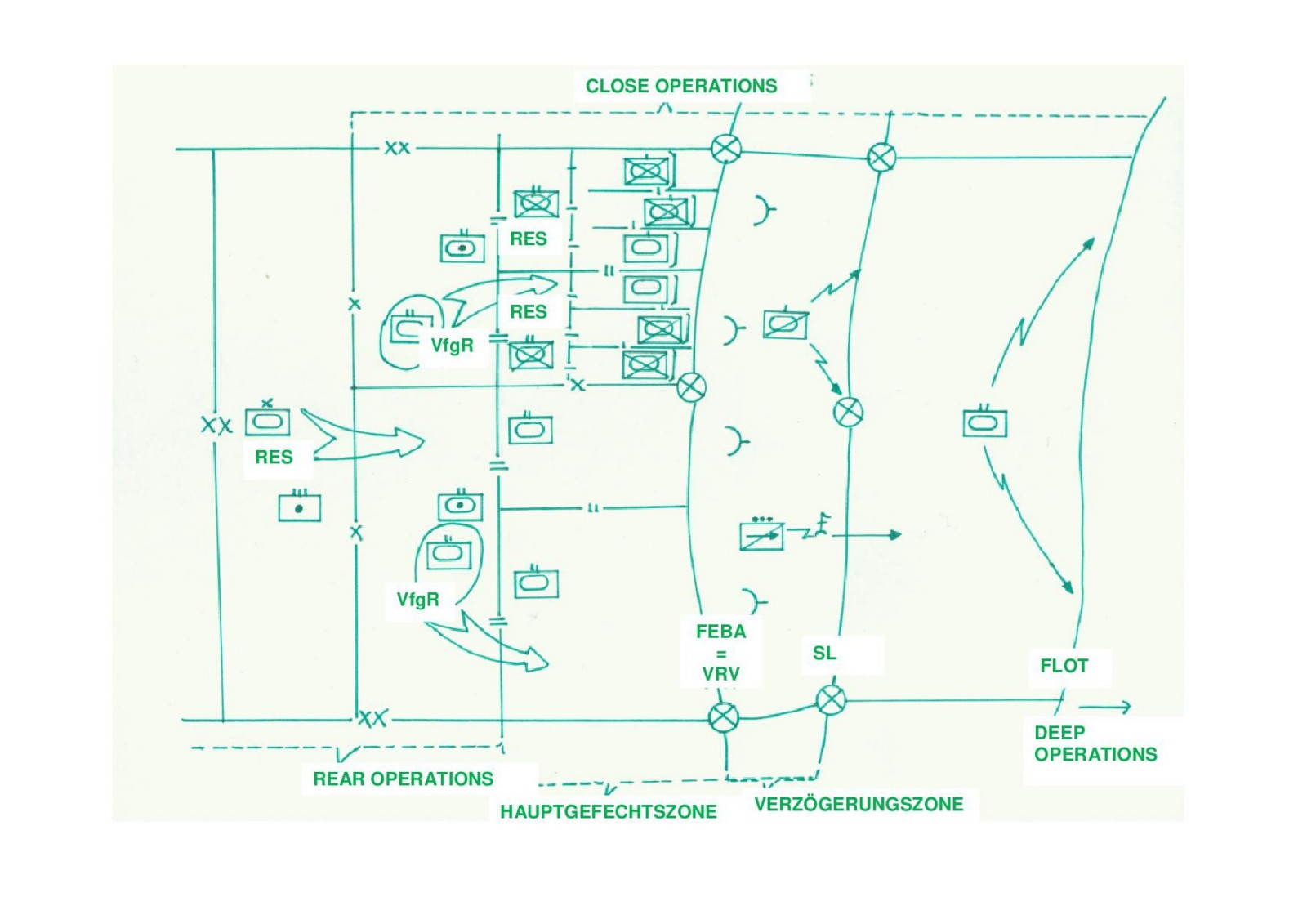
AirLand-Battle. Abgrenzung des Gefechtsfeldes in Rear-Operations-Zone, Hauptgefechtszone, Verzögerungszone und Deep-Operations-Zone. FEBA: Front Edge of Battle Area, FLOT: Forward Line of Own Troops

Ein wesentliches Prinzip des AirLand-Battle-Konzeptes waren sowohl Auftragstaktik der Truppenführer, die taktischen Bewegungen der eigenen Truppe als auch vor allem das Führen von Gegenangriffen mit der Absicht, den Gegner dadurch nachhaltig zu zerschlagen. Oberstes Ziel dabei war, den Vormarsch sowjetischer Panzerarmeen nach Westeuropa aufzuhalten, indem die erste Angriffswelle aufgehalten und deren Nachschub an die Front unterbunden wird. Der Angriff der NATO soll mit Wucht vornehmlich ins Hinterland des Gegners („Deep Strike“) getragen werden, um die eigene Truppe vorne am „Vorderen Rand der Verteidigung (VRV)“ (englisch Front Edge of Battle Area (FEBA)) zu entlasten. Für diese Überlegungen wurden das Gefechtsfeld und der Handlungsraum der NATO erheblich erweitert. Die Vernichtung der Reserven des Warschauer Paktes würde vorne an der Front zu einer Nivellierung des Kräfteansatzes und damit zu erhöhten Chancen führen, die Schlacht zu gewinnen. Durch das ALB-Konzept gewann die NATO stark an Kriegsführungsfähigkeit – im Gegensatz zu der in der Vergangenheit betriebenen Strategie der Kriegsvermeidung bzw. Verteidigung des eigenen Territoriums (Vorneverteidigung) gegenüber einem zahlenmäßig weit überlegenen Gegner.

### Erweitertes Gefechtsfeld (extended battlefield)

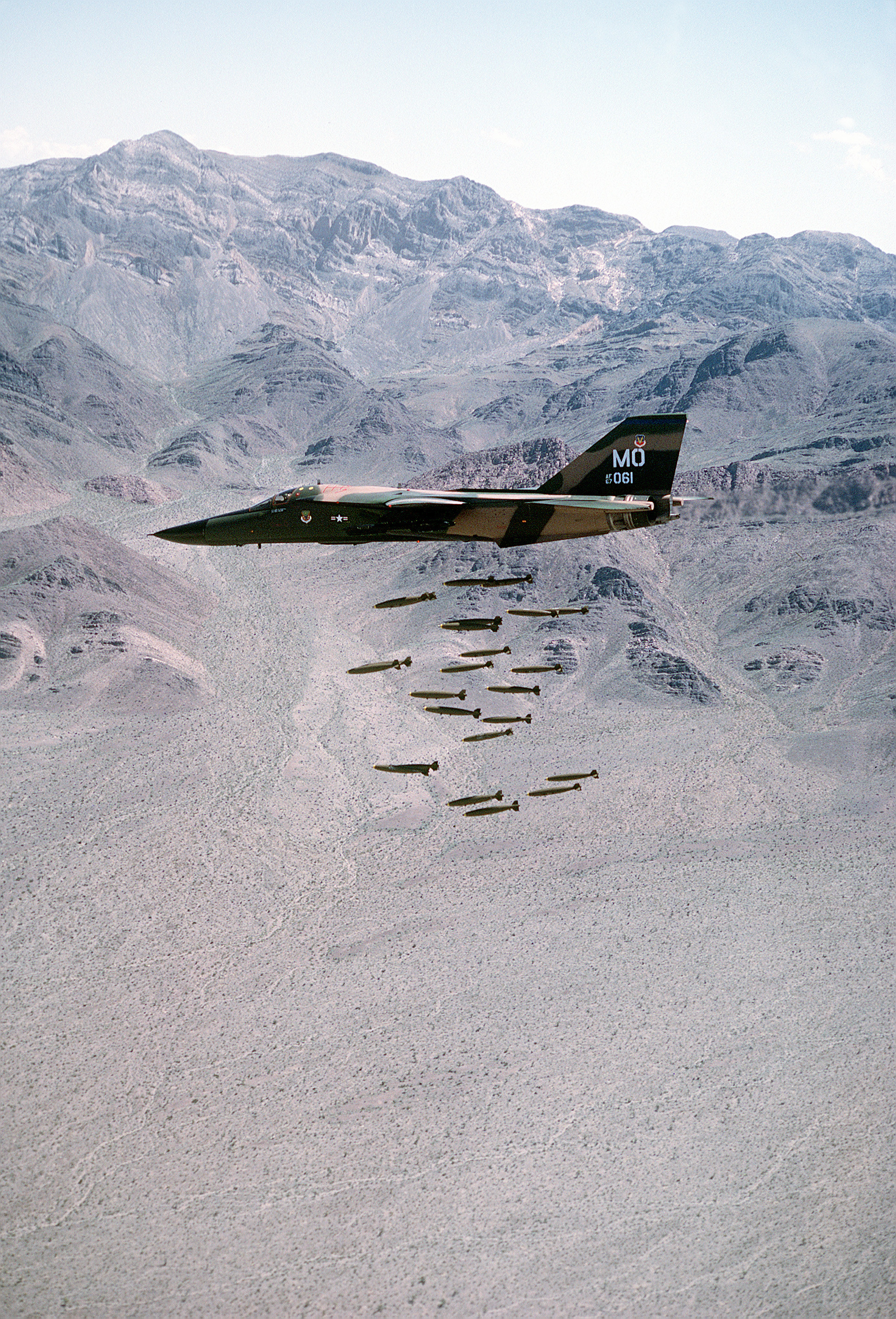
F-111 als Hauptträger strategischer Luftschläge

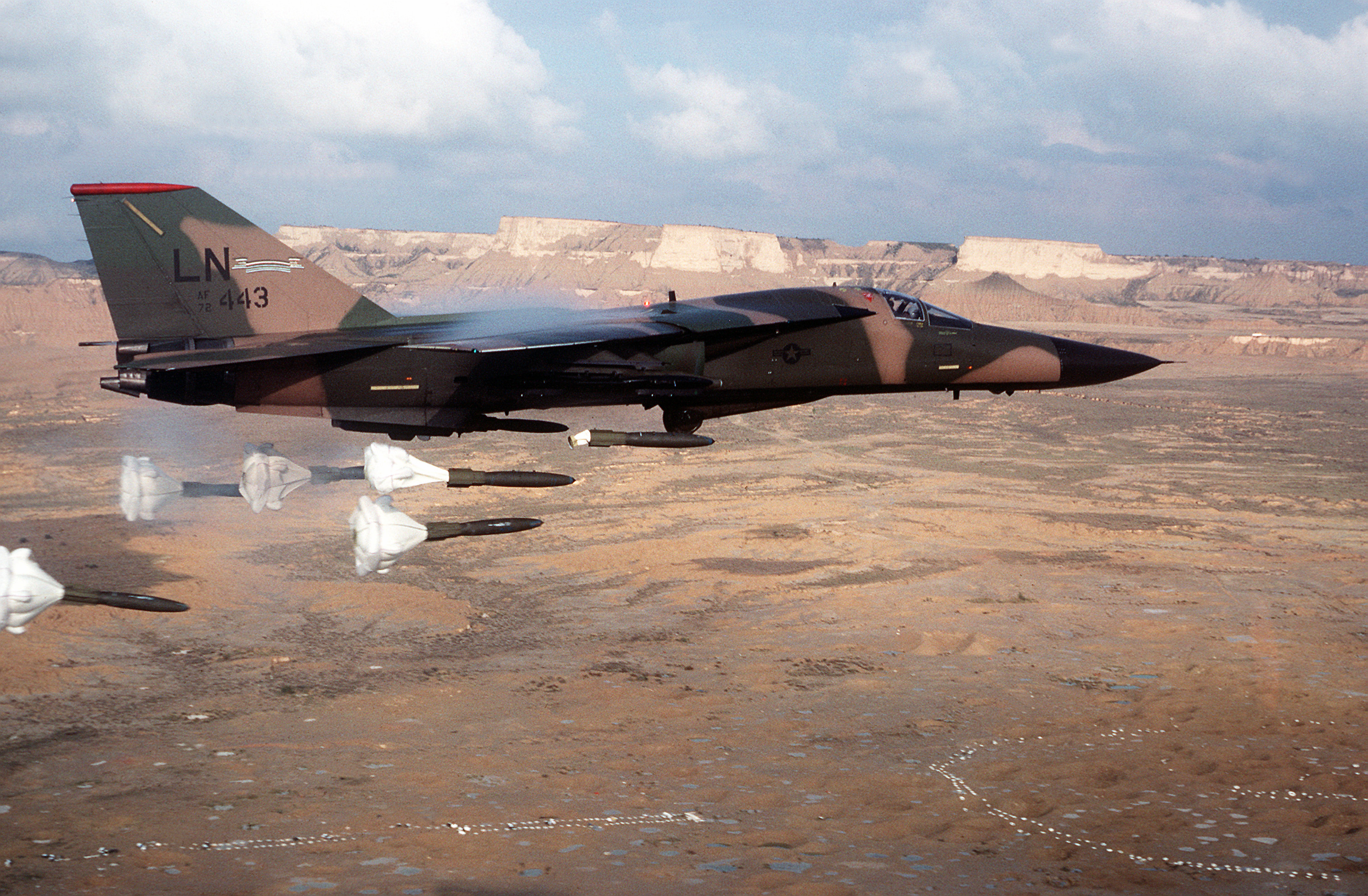
Jagdbomber F-111 löst Mark-82 Bomben aus

Das AirLand-Battle-Konzept findet auf Korpsebene statt. Die einzelnen Gefechtsstreifen der Divisionen sind in „Rear Battle Area“ (rückwärtiges Gebiet), „Close Battle Area“ (Brigade-/Bataillonsgefechtsstreifen, dem eigentlichen Kampfgebiet zwischen eigenen und feindlichen Truppen), „Deep Battle Area“ (vorgelagerte Zone, noch vor dem VRV), der Sicherungslinie und der „Forward Line of Own Troops (FLOT)“ und der „Strategic Area“ (Hinterland des feindlichen Territoriums) unterteilt. Bis auf die Strategic Area liegen die drei Zonen im Verantwortungsbereich von Heer und United States Air Force (USAF). Unter der Abriegelungsstrategie versteht man beim ALB vorzeitige Schläge („Schlacht in der Tiefe“) gegen Infrastruktur und Nachschub des Gegners in der zweiten Staffel (englisch echelon), noch bevor der eigentliche Kampf mit der ersten Staffel begonnen hat. Diese Schläge können durch Kurz- und Mittelstreckenraketen (z. B. Pershing II oder Marschflugkörper) – entweder mit konventionellen oder nuklearen Gefechtsköpfen – oder durch die Luftwaffe ausgeführt werden. Dabei baute das Konzept v. a. auf die Druck- und Strahlenwirkung atomarer Sprengmittel, welche die feindlichen Kräfte vernichten sollten. Der Einsatz nuklearer Waffen hätte jedoch die Freigabe des US-Präsidenten möglichst noch vor Beginn der Kampfhandlungen erfordert. Die zweite Staffel des WAPA hatte die Aufgabe, vorne aufgeriebene Kampftruppen nach Bedarf vollständig zu ersetzen und spielte in deren Planungen eine große Rolle. Die ALB-Offensive richtet sich vorrangig auf Schlüsselobjekte des Gegners, die sich bis zu 300 km tief in deren Territorium befinden. Unter Hochwertzielen für Luftangriffe werden vor allem Befehls- und Kommandostellen (Gefechtsstände), Nachschubeinrichtungen (z. B. Treibstoffversorgung) und atomare Abschussvorrichtungen verstanden. Durch gezielte Schläge gegen die zweite Staffel und ihre Einrichtungen werden Truppenmassierungen des Gegners unterbunden, die gegnerische Offensive droht zusammenzubrechen, und außerdem wird dadurch die operative Voraussetzung geschaffen, um eigene Gegenangriffe am Boden auszuführen.

### Integriertes Gefechtsfeld (Integrated Battlefield)
Die Schlacht auf dem integrierten Gefechtsfeld soll nach Ansatz des ALB mit neu entwickelten chemischen, nuklearen sowie elektronischen Waffensystemen und Kampfmitteln geführt werden. Hierbei kommt in vielen Bereichen der technologische Wissensvorsprung der USA gegenüber der Sowjetunion zum Tragen. Zu den neuen Waffentechnologien gehören unter anderem Frühwarnsysteme wie Airborne Warning and Control System (AWACS) und präzisionsgelenkte Munition (englisch Precision Guided Munition (PGM)) mit stark verbesserter Zielgenauigkeit. Des Weiteren technische Weiterentwicklungen für computergestützte Datenverarbeitung, Datenübertragung, Systemkontrolle, elektronische Aufklärung und neuartige Zielerfassungsgeräte, welche einen Betrieb in Echtzeit erlauben. Zu den Verbänden, in denen die neusten Technologien von Gefechtssystemen zur Erprobung, bzw. zum Einsatz kamen, gehörte in erster Linie die 9. US-Infanteriedivision („Old Reliables“) aus Fort Lewis, die im V-Fall als „NATO-Feuerwehr“ vermutlich im Verantwortungsbereich von LANDJUT eingesetzt wäre. Die 9. US-Infanteriedivision war gegen Ende der 1980er Jahre „High Technology Test Bed (HTTB)“, wurde zu einer „High Technology Light Division (HTLD)“ umgegliedert und am Ende zu einer „High Technology Motorized Division (HTMD)“ mit drei motorisierten Brigaden und einer Kavallerie-/Luftlandebrigade.

## Rezeption und Kritik
Nach Auffassung einiger Militärs ließe das AirLand-Battle-Konzept einen bewaffneten Konflikt in Mitteleuropa sehr viel wahrscheinlicher werden. Vor allem im Meinungsbild vieler US-amerikanischer Offiziere würde sich durch eine offensivere Kriegsführung der Glaube an einen Sieg über die Sowjetunion manifestieren. Dies kam vor allem durch Begrifflichkeiten wie „Initiative behalten“, „Schläge in die Tiefe zu führen“ und „schneller als der Feind zu reagieren“ zum Ausdruck. Gemäß der ALB-Doktrin würde eine US-Panzerbrigade einen Verband des Warschauer Paktes nicht nur vernichten, sondern anschließend nachsetzen, zurückweichende Feindteile verfolgen und direkt ihr Aufmarschgebiet auf dem Territorium der DDR oder der ČSSR vernichten. Bei dieser Stoßrichtung würden schwächere Feindverbände bekämpft, stärkere jedoch taktisch umgangen, um ein verlustreiches Begegnungsgefecht zu vermeiden und den Angriffsschwung des „Stoßes in die Tiefe“ (englisch deep attack) nicht zu verringern.
DSACEUR General Hans-Joachim Mack sah in der NATO-Triade (konventionelle Waffen, nukleare Kurz- und Mittelstreckenraketen sowie nukleare Langstreckenraketen/Interkontinentalraketen) die konventionellen Waffensysteme sowohl hinsichtlich ihrer Ausrüstung als auch in ihrer Durchhaltefähigkeit als das schwächste Glied an. Im Rahmen einer flexiblen Verteidigung seien Gegenangriffe, seiner Meinung nach „ein unverzichtbares Element zum Erhalt oder Wiedergewinn der Handlungsfreiheit“. Dies würde jedoch „keine strategische Offensive über die Grenzen hinaus“ beinhalten und seiner Auffassung nach auch nicht im ALB-Konzept verankert sein. Wohl aber die „Abriegelung des Gefechtsfeldes“ und die Bekämpfung gegnerischer Reserven und Verstärkungskräfte. Die zweite Staffel des WAPA müsse gemäß Mack dreistufig bekämpft werden:
1. wirksamer Einsatz eigener Verbände, indem das Heranführen der 2. Staffel durch Abriegelung unterbunden wird. Dies beinhalte eine „rasche Verfügbarkeit von Aufklärungs- und Zielortungsmitteln von fliegenden Waffensystemen mit entsprechender Eindringfähigkeit“[8]
2. Einsatz moderner Waffensysteme wie zielsuchende Munition, Abstandswaffen und konventionelle Raketenmunition[8]
3. Einsatz moderner Waffensysteme für das Aufspüren und die Bekämpfung von versteckten wie beweglichen Zielen[8]

General John W. Woodmansee, Kommandeur der 2. US-Panzerdivision, verglich das AirLand-Battle-Konzept aufgrund seines Zusammenwirken von Luftwaffe und Bodentruppen mit den damals geführten Blitzkriegen der Wehrmacht: 1940 gegen Frankreich und 1941 gegen die UdSSR. Seiner Auffassung nach würde ALB ebenso wie der Blitzkrieg, „eine numerisch überlegene Streitmacht durch den raschen und chirurgischen Einsatz von Bewegung und Feuerkraft paralysieren und schlagen“. General Otis urteilte gar: „Das offensive Wesen dieses Konzepts versteht den Bewegungskrieg ganz und gar als Angriff und darf nicht mit Gegenangriffen oder beweglicher Verteidigung verwechselt werden.“ Auf dem United States Army War College in Carlisle/Pennsylvania wurde die Ansicht geäußert, dass das Heer der Bundeswehr „von der Ausrüstung und Bewaffnung heute schon besser für den offensiven Kampf geeignet ist, als es die U.S. Army vielleicht jemals sein wird“. Jedoch sagte Generalinspekteur der Bundeswehr, Wolfgang Altenburg, hingegen gäbe es „keinerlei Planung der Nato, über die Grenzen hinweg zu reagieren“. Nach Ansicht des SPD-Abgeordneten Hermann Scheer wäre ALB gleichbedeutend mit „einem aggressiven Konzept, das aus der Vorneverteidigung eine Vorwärtsverteidigung macht“. Im Juli 1984 stellten Abgeordnete der Grünen, dem Bundestag kritische Fragen zum Thema AirLand-Battle.